# Алексапольский, Святослав Николаевич
Святослав Николаевич Алексапольский (укр. Святослав Миколайович Алексапольський, позывной — Свят; 30 октября 1989, Саки — 29 августа 2022, Николаевская область) — украинский военнослужащий, младший лейтенант, участник российско-украинской войны. Герой Украины (2023, посмертно).

## Биография
Родился 30 октября 1989 года в городе Саки Крымской области. По отцовской линии — крымский грек, по материнской — украинец. Учился в общеобразовательной школе в Саках и в Крымской республиканской школе-интернате для одарённых детей в селе Танковое Бахчисарайского района.
С детства увлекался шахматами, занимался боксом, греко-римской борьбой, карате, кикбоксингом, тайским боксом, панкратионом и бразильским джиу-джитсу. Был участником фанатского движения симферопольского футбольного клуба «Таврия».
С 2009 года служил во Внутренних войсках Министерства внутренних дел Украины в селе Новые Петровцы Вышгородского района Киевской области и в Симферополе. В 2011 году прошёл курс «техника профессионального вмешательства» во французской жандармерии в муниципалитете Сент-Астье. В 2012 году заочно получил специальность «туризмоведение» в Крымском факультете Киевского университета культуры и искусств. В 2013 году получил паспорт моряка, побывал во многих городах Украины, а также в США, Венгрии, Австрии, Италии, Черногории и Хорватии.
В 2014 году вступил в добровольческий батальон «Азов», где служил до 2015 года. После начала полномасштабного вторжения России в Украину в 2022 году продолжил службу в составе 126-й отдельной бригады территориальной обороны.
Погиб 29 августа 2022 года в бою между сёлами Новогригоровка и Любомировка Николаевской области.
Святослав Алексапольский кремирован в Одессе. Часть праха похоронена на Байковом кладбище, другую родные планируют развеять в Греции и в освобожденном украинском Крыму.

## Награды
- Звание «Герой Украины» с удостоением ордена «Золотая Звезда» (8 июля 2023, посмертно) — за личное мужество и героизм, проявленные в защите государственного суверенитета и территориальной целостности Украины, верность военной присяге[6].